# BAFTA Fellowship
Le BAFTA Fellowship (appelé aussi Academy Fellowship, Fellowship Award ou BAFTA Fellowship Award) est une récompense décernée par l'académie des British Academy of Film and Television Arts (BAFTA) au cours des British Academy Film Awards et des British Academy Games Awards.
Sanctionnant la réussite dans les différentes formes du cinéma ou du jeu vidéo, elle est considérée comme le plus prestigieux des prix remis par l'Académie. Plus qu'une simple récompense, elle vise à intégrer le récipiendaire dans la camaraderie (Fellowship) de la BAFTA.

## Historique
L'académie des British Academy of Film and Television Arts (BAFTA) remet ce prix annuellement afin de distinguer des parcours exceptionnels dans les différentes formes du cinéma ou du jeu vidéo. Il s'agit du prix le plus prestigieux que l'académie britannique puisse remettre.
Les récipiendaires du Fellowship Award sont en majorité des réalisateurs, mais un certain nombre d'entre eux ont également été récompensés pour leur carrière d'acteur. Ont aussi été récompensés des directeurs de jeux vidéo, des producteurs de cinéma ou de la télévision, des directeurs de la photographie, des monteurs, des scénaristes et des compositeurs.

## Récipiendaires
| Année | Pays d'origine                | Lauréat                                                                            | Lauréat                    | Domaine de contribution | Notes | Référence |
| ----- | ----------------------------- | ---------------------------------------------------------------------------------- | -------------------------- | ----------------------- | --- | --------- |
| 1971  | Royaume-Uni                   | Publicity photo of Alfred Hitchcock                                                | Alfred Hitchcock           | Cinéma                  | Cinéaste et producteur                                                                                              | [ 5 ]     |
| 1972  | Royaume-Uni                   |                                                                                    | Freddie Young              | Cinéma                  | Directeur de la photographie                                                                                        | [ 6 ]     |
| 1973  | Royaume-Uni                   | —                                                                                  | Grace Wyndham Goldie (en)  | Télévision              | Producteur | [ 6 ]     |
| 1974  | Royaume-Uni                   | David Lean in 1965                                                                 | David Lean                 | Cinéma                  | Cinéaste, producteur, scénariste et monteur                                                                         | [ 7 ]     |
| 1975  | France                        | Jacques Cousteau in 1972                                                           | Jacques-Yves Cousteau      | Cinéma                  | Explorateur, écologiste et cinéaste                                                                                 | [ 6 ]     |
| 1976  | Royaume-Uni                   | Publicity photo of Charlie Chaplin in 1915                                         | Charlie Chaplin            | Cinéma                  | Cinéasteur, acteur, scénariste, réalisateur, producteur, compositeur et monteur                                     | [ 5 ]     |
| 1976  | Royaume-Uni                   | Laurence Olivier in 1972                                                           | Laurence Olivier           | Cinéma                  | Acteur, réalisateur et producteur                                                                                   | [ 5 ]     |
| 1977  | Royaume-Uni                   | —                                                                                  | Denis Forman (en)          | Télévision              | Réalisateur et président du British Film Institute et de Granada Television                                         | [ 6 ]     |
| 1978  | États-Unis                    | Publicity photo of Fred Zinnemann in the 1940s                                     | Fred Zinnemann             | Cinéma                  | Réalisateur | [ 6 ]     |
| 1979  | Royaume-Uni                   |                                                                                    | Lew Grade (en)             | Télévision              | Propriétaire de médias                                                                                              | [ 8 ]     |
| 1979  | Royaume-Uni                   | Huw Wheldon circa 1980                                                             | Huw Wheldon (en)           | Télévision              | Dirigeant de chaîne de diffusion                                                                                    | [ 6 ]     |
| 1980  | Royaume-Uni                   | David Attenborough in 2015                                                         | David Attenborough         | Télévision              | Animateur et naturaliste                                                                                            | [ 9 ]     |
| 1980  | États-Unis                    | Publicity photo of John Huston in Chinatown (1974)                                 | John Huston                | Cinéma                  | Acteur, cinéaste et scénariste                                                                                      | [ 6 ]     |
| 1981  | France                        | Publicity photo of Abel Gance by Studio Harcourt Paris                             | Abel Gance                 | Cinéma                  | Réalisateur et producteur                                                                                           | [ 6 ]     |
| 1981  | Royaume-Uni                   |                                                                                    | Michael Powell             | Cinéma                  | Réalisateur et membre du duo Powell et Pressburger                                                                  | [ 10 ]    |
| 1981  | Royaume-Uni Hongrie           |                                                                                    | Emeric Pressburger         | Cinéma                  | Scénariste, réalisateur, producteur et membre du duo Powell et Pressburger                                          | [ 10 ]    |
| 1982  | Pologne                       | Andrzej Wajda in 2012                                                              | Andrzej Wajda              | Cinéma                  | Réalisateur | [ 6 ]     |
| 1983  | Royaume-Uni                   | Richard Attenborough in 2007                                                       | Richard Attenborough       | Cinéma                  | Acteur, réalisateur et producteur                                                                                   | [ 11 ]    |
| 1984  | Royaume-Uni                   |                                                                                    | Hugh Greene                | Télévision              | Journaliste et dirigeant                                                                                            | [ 6 ]     |
| 1984  | Autriche                      | Sam Spiegel in 1963                                                                | Sam Spiegel                | Cinéma                  | Producteur | [ 6 ]     |
| 1985  | Royaume-Uni                   | —                                                                                  | Jeremy Isaacs (en)         | Télévision              | Producteur et dirigeant                                                                                             | [ 6 ]     |
| 1986  | États-Unis                    | Steven Spielberg in 2017                                                           | Steven Spielberg           | Cinéma                  | Réalisateur, scénariste et producteur                                                                               | [ 5 ]     |
| 1987  | Italie                        | Federico Fellini in 1965                                                           | Federico Fellini           | Cinéma                  | Réalisateur | [ 7 ]     |
| 1988  | Suède                         | Ingmar Bergman in 1966                                                             | Ingmar Bergman             | Cinéma                  | Réalisateur, scénariste et producteur                                                                               | [ 7 ]     |
| 1989  | Royaume-Uni                   | Alec Guinness in 1973                                                              | Alec Guinness              | Cinéma                  | Acteur | [ 6 ]     |
| 1990  | Royaume-Uni                   | —                                                                                  | Paul Fox (en)              | Télévision              | Dirigeant | [ 6 ]     |
| 1991  | France                        |                                                                                    | Louis Malle                | Cinéma                  | Réalisateur | [ 6 ]     |
| 1992  | Royaume-Uni                   | Portrait of John Gielgud                                                           | John Gielgud               | Cinéma                  | Acteur | [ 12 ]    |
| 1992  | Royaume-Uni                   | —                                                                                  | David Plowright (en)       | Télévision              | Dirigeant et producteur                                                                                             | [ 13 ]    |
| 1993  | Royaume-Uni                   | —                                                                                  | Sydney Samuelson (en)      | Cinéma                  | Premier Commissaire du film britannique                                                                             | [ 14 ]    |
| 1993  | États-Unis                    | —                                                                                  | Colin Young (en)           | Cinéma                  | Premier directeur de la National Film and Television School                                                         | ,         |
| 1994  | Royaume-Uni                   | Official portrait of Michael Grade                                                 | Michael Grade              | Télévision              | Dirigeant de chaîne de télévision                                                                                   | [ 6 ]     |
| 1995  | États-Unis                    | Billy Wilder circa 1942                                                            | Billy Wilder               | Cinéma                  | Journaliste, cinéaste, scénariste et producteur                                                                     | [ 7 ]     |
| 1996  | France                        | Jeanne Moreau in 1958                                                              | Jeanne Moreau              | Cinéma                  | Actrice, scénariste et réalisatrice                                                                                 | [ 16 ]    |
| 1996  | Royaume-Uni                   | Ronald Neame (left) and Judy Garland on the set of "I Could Go On Singing" in 1963 | Ronald Neame               | Cinéma                  | Directeur de la photographie, producteur, scénariste et réalisateur                                                 | [ 6 ]     |
| 1996  | Royaume-Uni                   |                                                                                    | John Schlesinger           | Cinéma                  | Réalisateur et metteur en scène                                                                                     | [ 6 ]     |
| 1996  | Royaume-Uni                   | Maggie Smith in 2007                                                               | Maggie Smith               | Cinéma                  | Actrice de cinéma, télévision et théâtre                                                                            | [ 6 ]     |
| 1997  | États-Unis                    | Woody Allen in the 1970s                                                           | Woody Allen                | Cinéma                  | Réalisateur, scénariste, acteur et dramaturge                                                                       | [ 7 ]     |
| 1997  | États-Unis                    | Steven Bochco in 1994                                                              | Steven Bochco              | Télévision              | Producteur et auteur                                                                                                | [ 6 ]     |
| 1997  | Royaume-Uni                   | Julie Christie in 1966                                                             | Julie Christie             | Cinéma                  | Actrice | [ 6 ]     |
| 1997  | États-Unis                    | —                                                                                  | Oswald Morris              | Cinéma                  | Directeur de photographie                                                                                           | [ 6 ]     |
| 1997  | Royaume-Uni                   | Harold Pinter in 2005                                                              | Harold Pinter              | Cinéma                  | Dramaturge, scénariste, acteur et réalisateur                                                                       | [ 17 ]    |
| 1997  | États-Unis                    | David Rose circa 1946                                                              | David Rose                 | Télévision              | Parolier et compositeur                                                                                             | [ 6 ]     |
| 1998  | Royaume-Uni                   | Sean Connery in 1983                                                               | Sean Connery               | Cinéma                  | Acteur | [ 18 ]    |
| 1998  | Royaume-Uni                   |                                                                                    | Bill Cotton (en)           | Télévision              | Producteur et dirigeant                                                                                             | [ 19 ]    |
| 1999  | Royaume-Uni                   |                                                                                    | Eric Morecambe             | Télévision              | Acteur de télévision et de théâtre                                                                                  | [ 20 ]    |
| 1999  | Royaume-Uni                   |                                                                                    | Ernie Wise                 | Télévision              | Acteur de télévision et de théâtre                                                                                  | [ 20 ]    |
| 1999  | Royaume-Uni                   | Elizabeth Taylor circa 1955                                                        | Elizabeth Taylor           | Cinéma                  | Actrice | [ 5 ]     |
| 2000  | Royaume-Uni                   | Michael Caine in 2012                                                              | Michael Caine              | Cinéma                  | Acteur | [ 21 ]    |
| 2000  | États-Unis                    | Stanley Kubrick in 1975                                                            | Stanley Kubrick            | Cinéma                  | Cinéaste, scénariste et producteur                                                                                  | [ 21 ]    |
| 2000  | Royaume-Uni                   | Peter Bazalgette in 2008                                                           | Peter Bazalgette           | Télévision              | Homme de média | [ 22 ]    |
| 2001  | Royaume-Uni                   | Albert Finney in 1966                                                              | Albert Finney              | Cinéma                  | Acteur | [ 23 ]    |
| 2001  | Royaume-Uni                   |                                                                                    | John Thaw                  | Télévision              | Acteur | [ 24 ]    |
| 2001  | Royaume-Uni                   | Judi Dench in 2007                                                                 | Judi Dench                 | Cinéma                  | Actrice | [ 25 ]    |
| 2002  | États-Unis                    | Warren Beatty in 2001                                                              | Warren Beatty              | Cinéma                  | Acteur, producteur, scénariste et réalisateur                                                                       | [ 26 ]    |
| 2002  | —                             | —                                                                                  | Merchant Ivory Productions | Cinéma                  | Société fondée par le réalisateur James Ivory et le producteur Ismail Merchant                                      | [ 27 ]    |
| 2002  | Royaume-Uni                   | Andrew Davies in 2019                                                              | Andrew Davies              | Télévision              | Auteur et scénariste                                                                                                | [ 5 ]     |
| 2002  | Royaume-Uni                   | —                                                                                  | John Mills                 | Cinéma                  | Auteur | [ 28 ]    |
| 2003  | États-Unis                    |                                                                                    | Saul Zaentz                | Cinéma                  | Producteur | [ 29 ]    |
| 2003  | Royaume-Uni                   | David Jason in 2012                                                                | David Jason                | Télévision              | Acteur | [ 30 ]    |
| 2004  | Royaume-Uni                   | John Boorman in 2006                                                               | John Boorman               | Cinéma                  | Cinéaste | [ 31 ]    |
| 2004  | États-Unis                    | —                                                                                  | Roger Graef (en)           | Cinéma                  | Cinéaste | [ 32 ]    |
| 2005  | Royaume-Uni                   | John Barry in 2006                                                                 | John Barry                 | Cinéma                  | Compositeur | [ 33 ]    |
| 2005  | Royaume-Uni                   | David Frost in 2005                                                                | David Frost                | Télévision              | Auteur, journaliste et présentateur                                                                                 | [ 5 ]     |
| 2006  | Royaume-Uni                   | David Puttnam in 2007                                                              | David Puttnam              | Cinéma                  | Producteur | [ 34 ]    |
| 2006  | Royaume-Uni                   | Ken Loach                                                                          | Ken Loach                  | Télévision              | Réalisateur de films et de téléfilms                                                                                | [ 35 ]    |
| 2007  | Royaume-Uni                   |                                                                                    | Anne V. Coates             | Cinéma                  | Monteuse | [ 36 ]    |
| 2007  | Royaume-Uni                   | Richard Curtis in 2016                                                             | Richard Curtis             | Cinéma                  | Scénariste, acteur et réalisateur                                                                                   | [ 5 ]     |
| 2007  | États-Unis                    | Will Wright in 2010                                                                | Will Wright                | Jeu vidéo               | Concepteur de jeux et co-fondateur de Maxis                                                                         | [ 37 ]    |
| 2008  | Royaume-Uni                   | Anthony Hopkins in 2010                                                            | Anthony Hopkins            | Cinéma                  | Acteur de cinéma, de télévision et de théâtre                                                                       | [ 5 ]     |
| 2008  | Royaume-Uni                   | Bruce Forsyth in 2006                                                              | Bruce Forsyth              | Télévision              | Présentateur | [ 38 ]    |
| 2009  | Royaume-Uni                   | Dawn French in 2005                                                                | Dawn French                | Télévision              | Actrice, autrice, comédienne et membre de French and Saunders                                                       | [ 5 ]     |
| 2009  | Royaume-Uni                   | Jennifer Saunders in 2014                                                          | Jennifer Saunders          | Télévision              | Actrice, autrice, comédienne et membre de French and Saunders                                                       | [ 5 ]     |
| 2009  | Royaume-Uni                   | Terry Gilliam in 2010                                                              | Terry Gilliam              | Cinéma                  | Scénariste, cinéaste, animateur et membre des Monty Python                                                          | [ 39 ]    |
| 2009  | États-Unis                    | Nolan Bushnell in 2013                                                             | Nolan Bushnell             | Jeu vidéo               | Ingénieur, fondateur d'Atari Inc.                                                                                   | [ 40 ]    |
| 2010  | Royaume-Uni                   | Vanessa Redgrave in 2011                                                           | Vanessa Redgrave           | Cinéma                  | Actrice | [ 41 ]    |
| 2010  | Japon                         | Shigeru Miyamoto in 2019                                                           | Shigeru Miyamoto           | Jeu vidéo               | Concepteur de jeu chez Nintendo, surtout connu pour les séries de jeux Super Mario et The Legend of Zelda           | [ 42 ]    |
| 2010  | Royaume-Uni                   | Official portrait of Lord Bragg in 2018                                            | Melvyn Bragg               | Télévision              | Auteur et animateur                                                                                                 | [ 43 ]    |
| 2011  | Royaume-Uni                   | Christopher Lee in 2013                                                            | Christopher Lee            | Cinéma                  | Acteur et musicien                                                                                                  | ,         |
| 2011  | Royaume-Uni                   |                                                                                    | Peter Molyneux             | Jeu vidéo               | Concepteur | [ 45 ]    |
| 2011  | Royaume-Uni Trinité-et-Tobago | —                                                                                  | Trevor McDonald (en)       | Télévision              | Présentateur | [ 46 ]    |
| 2012  | États-Unis                    | Martin Scorsese in 2010                                                            | Martin Scorsese            | Cinéma                  | Réalisateur et producteur                                                                                           | [ 47 ]    |
| 2012  | Australie                     | Rolf Harris in 2010                                                                | Rolf Harris                | Télévision              | Artiste, musicien et présentateur (Fellowship annulée en juin 2014 après sa condamnation pour agressions sexuelles) | [ 48 ]    |
| 2013  | Royaume-Uni                   | Alan Parker in 2012                                                                | Alan Parker                | Film                    | Réalisateur et scénariste                                                                                           | [ 49 ]    |
| 2013  | États-Unis                    | Gabe Newell in 2010                                                                | Gabe Newell                | Jeu vidéo               | Dévelopeur et co-fondateur de Valve                                                                                 | [ 50 ]    |
| 2013  | Royaume-Uni                   | Michael Palin in 2005                                                              | Michael Palin              | Télévision              | Comédien, acteur, scénariste, présentateur et membre des Monty Python                                               | [ 51 ]    |
| 2014  | Royaume-Uni                   | Helen Mirren in 2014                                                               | Helen Mirren               | Cinéma                  | Actrice | [ 52 ]    |
| 2014  | —                             | Logo of Rockstar Games                                                             | Rockstar Games             | Jeu vidéo               | Société de développement et d'édition de jeux vidéo, surtout connue pour la série de jeux Grand Theft Auto          | [ 53 ]    |
| 2014  | Royaume-Uni                   | Julie Walters in 2014                                                              | Julie Walters              | Télévision              | Actrice | [ 54 ]    |
| 2015  | Royaume-Uni                   | Mike Leigh in 2012                                                                 | Mike Leigh                 | Cinéma                  | Auteur et réalisateur                                                                                               | [ 55 ]    |
| 2015  | Royaume-Uni                   | David Braben in 2005                                                               | David Braben               | Jeu vidéo               | Programmeur et concepteur, foundateur de Frontier Developments                                                      | [ 56 ]    |
| 2015  | Royaume-Uni                   | Jon Snow in 2011                                                                   | Jon Snow                   | Télévision              | Journaliste et présentateur                                                                                         | [ 57 ]    |
| 2016  | États-Unis Bahamas            | Sidney Poitier in 1968                                                             | Sidney Poitier             | Cinéma                  | Acteur et réalisateur                                                                                               | [ 58 ]    |
| 2016  | États-Unis                    | John Carmack in 2017                                                               | John Carmack               | Jeu vidéo               | Programmeur, ingénieur en réalité virtuelle, co-fondateur d'id Software                                             | [ 59 ]    |
| 2016  | Royaume-Uni                   | Ray Galton in 1964                                                                 | Ray Galton (en)            | Télévision              | Scénaristes de comédies                                                                                             | [ 60 ]    |
| 2016  | Royaume-Uni                   | Alan Simpson in 1964                                                               | Alan Simpson (en)          | Télévision              | Scénaristes de comédies                                                                                             | [ 60 ]    |
| 2017  | États-Unis                    | Mel Brooks in 2010                                                                 | Mel Brooks                 | Cinéma                  | Acteur, comédien et cinéaste                                                                                        | [ 61 ]    |
| 2017  | Royaume-Uni                   | Joanna Lumley in 2014                                                              | Joanna Lumley              | Télévision              | Actrice | [ 62 ]    |
| 2018  | Royaume-Uni                   | Ridley Scott in 2015                                                               | Ridley Scott               | Cinéma                  | Réalisateur et producteur                                                                                           | [ 63 ]    |
| 2018  | États-Unis                    | Tim Schafer in 2011                                                                | Tim Schafer                | Jeu vidéo               | Concepteur de jeu et fondateur de Double Fine                                                                       | [ 64 ]    |
| 2018  | Royaume-Uni                   | Kate Adie in 2017                                                                  | Kate Adie                  | Télévision              | Journaliste | [ 65 ]    |
| 2019  | États-Unis                    | Thelma Schoonmaker in 2010                                                         | Thelma Schoonmaker         | Cinéma                  | Monteuse | [ 66 ]    |
| 2019  | Royaume-Uni                   | Joan Bakewell in 2018                                                              | Joan Bakewell              | Télévision              | Journaliste | [ 67 ]    |
| 2020  | États-Unis                    | Kathleen Kennedy in 2015                                                           | Kathleen Kennedy           | Cinéma                  | Productrice et présidente de Lucasfilm                                                                              | [ 68 ]    |
| 2020  | Japon                         | Hideo Kojima in 2011                                                               | Hideo Kojima               | Jeu vidéo               | Concepteur de jeux et fondateur de Kojima Productions                                                               | [ 69 ]    |
| 2021  | Royaume-Uni                   | Siobhan Reddy in 2014                                                              | Siobhan Reddy              | Jeu vidéo               | Directrice du studio Media Molecule                                                                                 | [ 70 ]    |
| 2021  | Taïwan                        | Ang Lee in 2016                                                                    | Ang Lee                    | Cinéma                  | Réalisateur, scénariste et producteur                                                                               | [ 71 ]    |
| 2022  | Royaume-Uni                   | Billy Connolly in 2012                                                             | Billy Connolly             | Télévision              | Acteur, comédien, musicien et présentateur                                                                          | [ 72 ]    |
| 2023  | Royaume-Uni                   | Sandy Powell at the Berlin Film Festival in 2011                                   | Sandy Powell               | Cinéma                  | Costumière | [ 73 ]    |
| 2023  | Japon                         | Shuhei Yoshida in 2022                                                             | Shuhei Yoshida             | Jeu vidéo               | Concepteur de jeu, ancien dirigeant de Sony Interactive Entertainment                                               | [ 74 ]    |
| 2023  | Royaume-Uni                   | Syal at the 7th Asian Awards                                                       | Meera Syal                 | Télévision              | Scénariste, productrice et actrice                                                                                  | [ 75 ]    |
| 2024  | Royaume-Uni                   | Samantha_Morton_Edinburgh_International_Film_Festival                              | Samantha Morton            | Cinéma                  | Actrice et activiste                                                                                                | [ 76 ]    |
| 2024  | Royaume-Uni                   | Official 2023 portrait of Baroness Floella Benjamin                                | Floella Benjamin           | Télévision              | Actrice, présentatrice, autrice et femme politique                                                                  | [ 77 ]    |
| 2025  | Royaume-Uni                   | Warwick Davis at Nightmare Weekend Richmond in 2023                                | Warwick Davis              | Cinéma                  | Acteur et activiste                                                                                                 | [ 78 ]    |
| 2025  | Japon                         | Yoko Shimomura at the Game Development Choice Awards 2023                          | Yoko Shimomura             | Jeu vidéo               | Compositrice | [ 79 ]    |